# جون فرنسيس (سياسي)
جون فرنسيس (بالإنجليزية: John Holman)‏ هو سياسي أسترالي، ولد في 26 فبراير 1872 في أستراليا، وتوفي في 23 فبراير 1925 في أستراليا. حزبياً، نشط في حزب العمال الأسترالي. وقد انتخب عضو الجمعية التشريعية لأستراليا الغربية.